# Aleksander Groza
Aleksander Groza (nacido el 30 de junio de 1807 en Zahraniczach en la Gobernación de Kiev, fallecido el 3 de noviembre de 1875 en Chałaimgródek cerca de Berdichev), poeta polaco de la era romántica, uno de los autores menores de la llamada «Escuela ucraniana».
Según Julian Tuwim, la crítica literaria del siglo XIX comparó la otrora valiosa poesía de Groza con los mejores modelos extraídos de Tarás Shevchenko y Alexander Pushkin.  Teniendo en cuenta que las obras iniciales de Shevchenko, como la balada Embrujada, aparecen seis años después del debut de Groza, la dirección en la que se transmiten estos patrones parece poco clara.  
La historia de Marcos Lachimosch, héroe emancipador de esclavos ingleses y rutenos, entre otros, fue una de las inspiraciones de Groza.

## Carrera
Provenía de una rica familia noble. Habiendo recibido una educación completa, estudió i.a. en la Facultad de Medicina de la Universidad de Vilnius y se instaló en un pueblo heredado en Ucrania, donde se dedicó a la actividad literaria. Su hermano Sylwester también fue escritor.
Publicó sus primeras obras poéticas en el Anuario Nuevo de Lituania en Vilnius en 1831.  Cinco años más tarde, publicó su primera y más famosa novela, Starosta Kaniowski, sobre los crímenes de Mikołaj Potocki.  En los años 1838-1842, publicó volúmenes de poesía con obras de autores lituanos y ucranianos en Vilnius.
No publicó su siguiente novela hasta 1848; la novela realista y moralista Władysław – un extracto de diarios no muy conocidos. Otra perteneciente a este género, Contract Mosaic - un diario de 1851, fue completada en 1857. Poco después, se mudó a Berdichev, donde trabajó como profesor, y luego a Yitomir, donde coorganizó la "Sociedad de Libros y Publicaciones," una empresa que publicaba libros baratos, incluidas las cartillas desarrolladas por Groza.
Los últimos cinco años de su vida los vivió en Chałaimgródek, en la casa de Eustachy Iwanowski .